# Kalle Lehmus
Kaarle (Kalle) Aukusti Lehmus, född 29 december 1907 i Tammerfors, död 3 mars 1987 i Helsingfors, var en finländsk ämbetsman och militär. 
Lehmus fick 1929 anställning vid det socialdemokratiska huvudorganet Suomen Sosialidemokraatti och blev 1936 partitjänsteman. På denna post kämpade han mot vänsteroppositionen både under de sista fredsåren och under mellankrigsperioden 1940–1941, då han därtill engagerade sig i kampen mot det prosovjetiska Sällskapet för fred och vänskap med Sovjetunionen.
Lehmus var en central gestalt när Finlands vapenbrödraförbund bildades 1941 och tjänstgjorde under fortsättningskriget som chef för Högkvarterets informationsavdelning samt innehade 1944–1955 motsvarande befattning vid huvudstaben. Han upprätthöll relationer med utländska makter enligt de växlande politiska konjunkturerna och spelade i olika sammanhang en viktig roll även bakom kulisserna. Han blev överste 1955, var kanslichef vid försvarsministeriet 1955–1958 och försvarsminister i en kortvarig tjänstemannaministär 1957–1958. Han utgav flera böcker, bland annat Tuntematon Mannerheim (1967) och Kolme kriisiä (1971), där han gav sin syn på fortsättningskriget och de första efterkrigsåren.